# كارلوس إسبينوزا (لاعب كرة قدم)
كارلوس إسبينوزا (بالإسبانية: Carlos Espinosa)‏ هو لاعب كرة قدم تشيلي، ولد في 22 نوفمبر 1982 في سانتياغو في تشيلي. لعب مع نادي أورغريته ونادي أونيفرسيداد كاتوليكا ونادي بالستينو ونادي كوكيمبو أونيدو وهواتشيباتو.

## وصلات خارجية
- كارلوس إسبينوزا على موقع قاعدة بيانات كرة القدم.إي يو (الإنجليزية)
- كارلوس إسبينوزا على موقع Soccerway.com (الإنجليزية)
- كارلوس إسبينوزا على موقع AS.com (الإسبانية)